# Moi... Lolita
"Moi... Lolita" är debutsingeln från den franska sångerskan Alizée från hennes första studioalbum Gourmandises. Den släpptes den 4 juli 2000. Singeln blev en hit i flera länder och kom högt på de flesta listorna i Europa. I Frankrike nådde den en andra plats som bäst, men låg på topp fem där i tjugofyra veckor i rad. Musikvideon till låten visades för första gången den 26 juli 2000 på den franska TV-kanalen M6. Singeln sålde fler än 50 000 exemplar de första två månaderna i Frankrike. I Schweiz sålde den totalt fler än 40 000 exemplar.

## Listplaceringar
| Lista (2000–2002) | Topplacering |
| ----------------- | ------------ |
| Belgien           | 2            |
| Danmark           | 9            |
| Frankrike         | 2            |
| Italien           | 1            |
| Nederländerna     | 2            |
| Schweiz           | 11           |
| Sverige           | 52           |
| Storbritannien    | 9            |
| Tyskland          | 5            |
| Österrike         | 5            |